# Seznam televizních seriálů vysílaných na The WB
Seznam televizních seriálů vysílaných na The WB uvádí přehled televizních seriálů, které byly premiérově uvedeny na americké stanici The WB, jež vysílala v letech 1995–2006. Některé seriály byly následně přesunuty do programu nástupnické stanice The CW.
Pokud byl seriál vysílán v Česku, je v samostatném sloupci uveden český distribuční název pořadu.

## Dramatické seriály
V této sekci jsou uvedeny i komediálně dramatické seriály.
| Orig. název              | Český název               | Od   | Do   | Poznámky                                                    |
| ------------------------ | ------------------------- | ---- | ---- | ----------------------------------------------------------- |
| Savannah                 | Savannah                  | 1996 | 1997 |                                                             |
| 7th Heaven               | Sedmé nebe                | 1996 | 2006 | přesunuto na The CW (2006–2007)                             |
| Buffy the Vampire Slayer | Buffy, přemožitelka upírů | 1997 | 2001 | přesunuto na UPN (2001–2003)                                |
| Dawson's Creek           | Dawsonův svět             | 1998 | 2003 |                                                             |
| Three                    | Trojka                    | 1998 | 1998 |                                                             |
| Hyperion Bay             | Hyperion Bay              | 1998 | 1999 |                                                             |
| Felicity                 | —                         | 1998 | 2002 |                                                             |
| Charmed                  | Čarodějky                 | 1998 | 2006 |                                                             |
| Rescue 77                | —                         | 1999 | 1999 |                                                             |
| Safe Harbor              | —                         | 1999 | 1999 |                                                             |
| Popular                  | —                         | 1999 | 2001 |                                                             |
| Angel                    | Angel                     | 1999 | 2004 |                                                             |
| Roswell                  | Roswell                   | 1999 | 2001 | přesunuto na UPN (2001–2002)                                |
| D.C.                     | —                         | 2000 | 2000 |                                                             |
| Young Americans          | —                         | 2000 | 2000 |                                                             |
| Gilmore Girls            | Gilmorova děvčata         | 2000 | 2006 | přesunuto na The CW (2006–2007), revival na Netflixu (2016) |
| Dead Last                | —                         | 2001 | 2001 |                                                             |
| Smallville               | Smallville                | 2001 | 2006 | přesunuto na The CW (2006–2011)                             |
| Glory Days               | —                         | 2002 | 2002 |                                                             |
| Everwood                 | Everwood                  | 2002 | 2006 |                                                             |
| Birds of Prey            | —                         | 2002 | 2003 |                                                             |
| Black Sash               | —                         | 2003 | 2003 |                                                             |
| One Tree Hill            | —                         | 2003 | 2006 | přesunuto na The CW (2006–2012)                             |
| Tarzan                   | —                         | 2003 | 2003 |                                                             |
| Summerland               | Kalifornské léto          | 2004 | 2005 |                                                             |
| Jack & Bobby             | —                         | 2004 | 2005 |                                                             |
| The Mountain             | Zimní ráj                 | 2004 | 2005 |                                                             |
| Supernatural             | Lovci duchů               | 2005 | 2006 | přesunuto na The CW (2006–dosud)                            |
| Just Legal               | —                         | 2005 | 2006 |                                                             |
| Related                  | —                         | 2005 | 2006 |                                                             |
| The Bedford Diaries      | —                         | 2006 | 2006 |                                                             |
| Pepper Dennis            | —                         | 2006 | 2006 |                                                             |

## Sitcomy
| Orig. název                  | Český název                 | Od   | Do   | Poznámky                             |
| ---------------------------- | --------------------------- | ---- | ---- | ------------------------------------ |
| The Wayans Bros.             | —                           | 1995 | 1999 |                                      |
| Unhappily Ever After         | —                           | 1995 | 1999 |                                      |
| Muscle                       | —                           | 1995 | 1995 |                                      |
| The Parent 'Hood             | —                           | 1995 | 1999 |                                      |
| Kirk                         | —                           | 1995 | 1997 |                                      |
| Sister, Sister               | —                           | 1995 | 1999 | přesunuto z ABC (1994–1995)          |
| Simon                        | —                           | 1995 | 1996 |                                      |
| Cleghorne!                   | —                           | 1995 | 1995 |                                      |
| First Time Out               | —                           | 1995 | 1995 |                                      |
| The Steve Harvey Show        | —                           | 1996 | 2002 |                                      |
| Nick Freno: Licensed Teacher | —                           | 1996 | 1998 |                                      |
| The Jamie Foxx Show          | Show Jamieho Foxxe          | 1996 | 2001 |                                      |
| Life with Roger              | Život s Rogerem             | 1996 | 1997 |                                      |
| Brotherly Love               | —                           | 1996 | 1997 |                                      |
| Smart Guy                    | —                           | 1997 | 1999 |                                      |
| The Tom Show                 | —                           | 1997 | 1998 |                                      |
| Alright Already              | —                           | 1997 | 1998 |                                      |
| You're the One               | —                           | 1998 | 1998 |                                      |
| Kelly Kelly                  | —                           | 1998 | 1998 |                                      |
| The Army Show                | —                           | 1998 | 1998 |                                      |
| For Your Love                | —                           | 1998 | 2002 | přesunuto z NBC (1998)               |
| Zoe, Duncan, Jack and Jane   | —                           | 1999 | 2000 | od druhé řady jako Zoe…              |
| Movie Stars                  | —                           | 1999 | 2000 |                                      |
| Jack & Jill                  | —                           | 1999 | 2001 |                                      |
| Brutally Normal              | —                           | 2000 | 2000 |                                      |
| Sabrina, the Teenage Witch   | Sabrina – mladá čarodějnice | 2000 | 2003 | přesunuto z ABC (1996–2000)          |
| Grosse Pointe                | —                           | 2000 | 2001 |                                      |
| Hype                         | —                           | 2000 | 2001 |                                      |
| Nikki                        | —                           | 2000 | 2002 |                                      |
| Maybe It's Me                | —                           | 2001 | 2002 |                                      |
| Reba                         | Deník zasloužilé matky      | 2001 | 2006 | přesunuto na The CW (2006–2007)      |
| Raising Dad                  | —                           | 2001 | 2002 |                                      |
| Men, Women & Dogs            | Muži, ženy a psi            | 2001 | 2001 |                                      |
| Off Centre                   | —                           | 2001 | 2002 |                                      |
| Family Affair                | —                           | 2002 | 2003 |                                      |
| Do Over                      | —                           | 2002 | 2002 |                                      |
| What I Like About You        | Co mám na tobě ráda         | 2002 | 2006 |                                      |
| Greetings from Tucson        | —                           | 2002 | 2003 |                                      |
| Grounded for Life            | S dětmi na krku             | 2003 | 2005 | přesunuto ze stanice Fox (2001–2002) |
| On the Spot                  | —                           | 2003 | 2003 |                                      |
| Run of the House             | —                           | 2003 | 2004 |                                      |
| All About the Andersons      | —                           | 2003 | 2004 |                                      |
| Like Family                  | —                           | 2003 | 2004 |                                      |
| The Help                     | —                           | 2004 | 2004 |                                      |
| Living with Fran             | —                           | 2005 | 2006 |                                      |
| Twins                        | Dvojčata                    | 2005 | 2006 |                                      |
| Misconceptions               | —                           | 2006 | 2006 |                                      |
| Modern Men                   | —                           | 2006 | 2006 |                                      |

## Animované seriály
| Orig. název         | Český název                                | Od   | Do   | Poznámky                                                       |
| ------------------- | ------------------------------------------ | ---- | ---- | -------------------------------------------------------------- |
| Pinky and the Brain | Neuvěřitelná dobrodružství Rudly a Koumáka | 1995 | 1996 | přesunuto do sobotního dětského programového bloku (1996–1998) |
| Invasion America    | Vpád do Ameriky                            | 1998 | 1998 |                                                                |
| Mission Hill        | —                                          | 1999 | 2000 | přesunuto na Adult Swim (2002)                                 |
| Baby Blues          | —                                          | 2000 | 2000 | přesunuto na Adult Swim (2002)                                 |
| The PJs             | —                                          | 2000 | 2002 | přesunuto ze stanice Fox (1999–2000)                           |
| The Oblongs         | Obloukovi                                  | 2001 | 2001 | přesunuto na Adult Swim (2002)                                 |